# پایتسار آساطریان
پایتسار آساطریان (ارمنی: Պայծառ Ասատրյան؛ زادهٔ ۲ مارس ۱۹۹۹) بازیکن فوتبال در پست اهل ارمنستان است.

## باشگاهی
از باشگاه‌هایی که در آن بازی کرده‌است می‌توان به باشگاه فوتبال زنان آلاشکرت اشاره کرد.

## تیم ملی
وی همچنین در تیم ملی فوتبال زیر ۱۷ سال زنان ارمنستان، تیم ملی فوتبال زیر ۱۹ سال زنان ارمنستان و تیم ملی فوتبال زنان ارمنستان بازی کرده‌است.